# Ясиненко Микола Васильович
Микола Васильович Ясиненко (* 5 січня 1932, Широкине — 5 червня 2001, Донецьк, Україна) — український скульптор, народний художник України.

## Життєпис

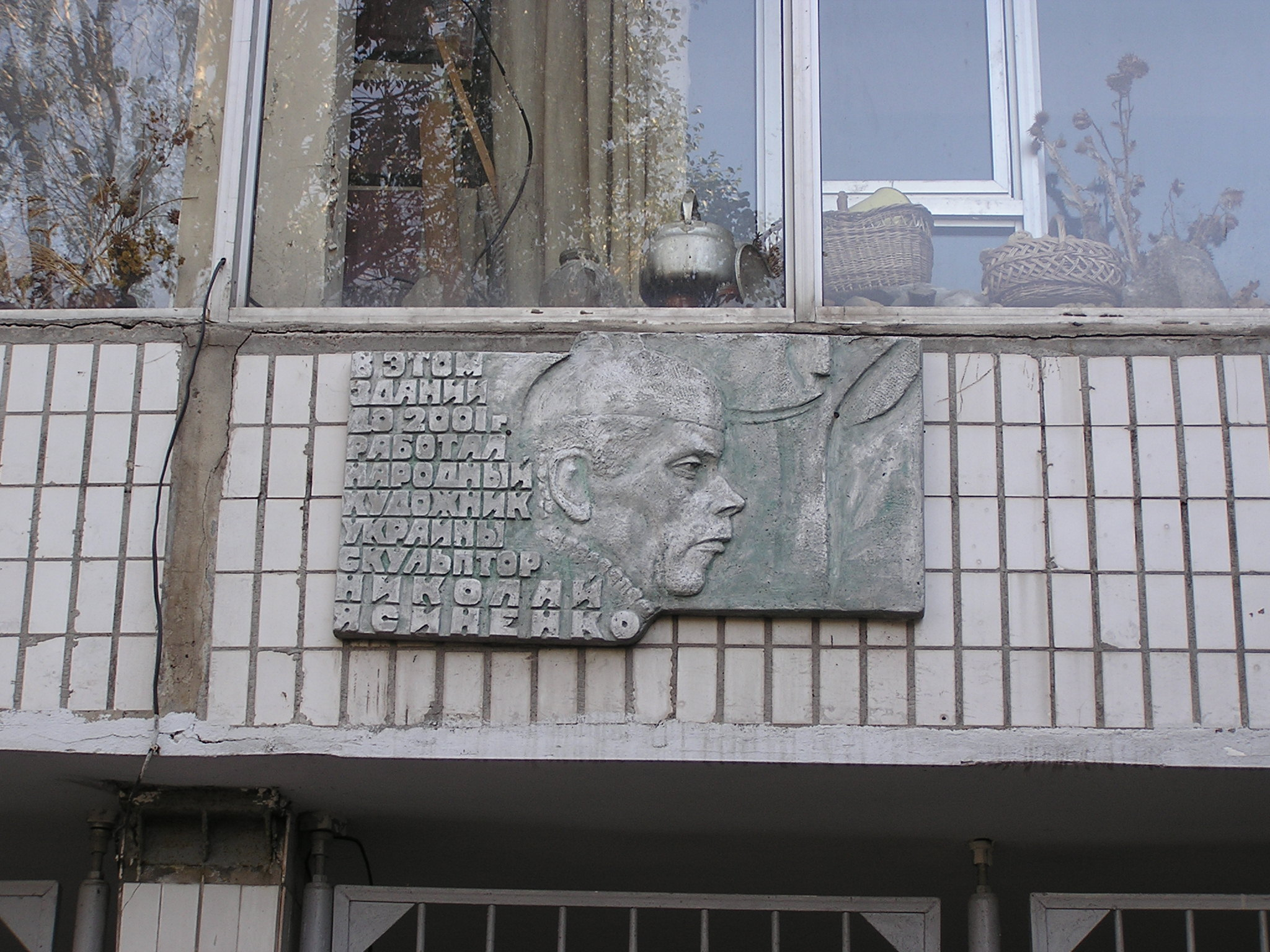
Меморіальна дошка на будинку, де жив Микола Ясиненко в Донецьку

Народився в селі Широкине Новоазовського району на Донеччині. Закінчив Ростовське художнє училище з відзнакою та Московський художній інститут (1966). 
Станкова та монументальна скульптура: пам'ятники загиблим у боях, скульптури «Мати», «Вдови», «Севастопільська мадонна» тощо.
У зібранні Донецького обласного художнього музею зберігаються 29 скульптур Миколи Васильовича Ясиненко: «Автопортрет» (1991), «Олександр Блок» (1978), «Олександр Грін» (1995), «Кидай канат» (1979), «Венера Донецька» (1988), «Ветеран», 1995), «Геолог» (1968), «Дівчинка, що сидить на стільці» (1975), «Борошно» (1995), «Портрет доктора медичних наук, професора Григорія Бондаря» (1983), «Портрет металурга В. Грібініченко» (1971), «Портрет народної артистки України Софії Ротару» (1977), «Порив» (1980), «Прощальна пісня» (1973), «Серьожа» (1966), «Сидячий рибалка» (1967), «Елегія. Портрет дружини» (1981), «Юність» (1978), "Яся "(1973) та інші.